# Piłka ręczna na Igrzyskach Ameryki Południowej 2006
Turnieje piłki ręcznej na Igrzyskach Ameryki Południowej 2006 odbyły się w dniach 9–13 listopada 2006 roku w argentyńskim Mar del Plata.
Była to druga edycja zawodów w piłce ręcznej w historii tej imprezy. Służyły one jednocześnie jako kwalifikacje do Igrzysk Panamerykańskich 2007.
Do zawodów mogły przystąpić jedynie liczące maksymalnie szesnastu zawodników reprezentacje zrzeszone przez ODESUR. Zostały one rozegrane w Estadio Polideportivo Islas Malvinas w Mar del Plata.
W turnieju zwyciężyły męska i żeńska reprezentacja Argentyny, w swoich finałach pokonując odpowiednio Urugwajczyków i Paragwajki. Najwięcej bramek zdobyli Patricio Martinez i Fabiana Aluan.

## Podsumowanie

### Klasyfikacja medalowa
| Klasyfikacja medalowa | Klasyfikacja medalowa | Klasyfikacja medalowa | Klasyfikacja medalowa | Klasyfikacja medalowa | Klasyfikacja medalowa |
| Miejsce               | Reprezentacja         | Złoto                 | Srebro                | Brąz                  | Razem                 |
| --------------------- | --------------------- | --------------------- | --------------------- | --------------------- | --------------------- |
| 1                     | Argentyna             | 2                     | 0                     | 0                     | 2                     |
| 2                     | Urugwaj               | 0                     | 1                     | 0                     | 1                     |
| 3                     | Paragwaj              | 0                     | 1                     | 0                     | 1                     |
| 4                     | Chile                 | 0                     | 0                     | 2                     | 2                     |
| Razem                 | Razem                 | 2                     | 2                     | 2                     | 6                     |

### Medaliści
| Konkurencja | 1. miejsce | 2. miejsce | 3. miejsce |
| ----------- | ---------- | ---------- | ---------- |
| Mężczyźni   | Argentyna  | Urugwaj    | Chile      |
| Kobiety     | Argentyna  | Paragwaj   | Chile      |

## Mężczyźni

### Faza grupowa
| 9 listopada 200616:00 | Urugwaj | 26:23(11:12) | Chile | Estadio Polideportivo Islas Malvinas, Mar del Plata |
| 9 listopada 200616:00 |         | 26:23(11:12) |       | Estadio Polideportivo Islas Malvinas, Mar del Plata |

| 9 listopada 200619:30 | Argentyna | 38:8(16:4) | Paragwaj | Estadio Polideportivo Islas Malvinas, Mar del Plata |
| 9 listopada 200619:30 |           | 38:8(16:4) |          | Estadio Polideportivo Islas Malvinas, Mar del Plata |

| 10 listopada 200610:30 | Urugwaj | 37:13(18:8) | Paragwaj | Estadio Polideportivo Islas Malvinas, Mar del Plata |
| 10 listopada 200610:30 |         | 37:13(18:8) |          | Estadio Polideportivo Islas Malvinas, Mar del Plata |

| 10 listopada 200614:00 | Argentyna | 33:18(11:8) | Chile | Estadio Polideportivo Islas Malvinas, Mar del Plata |
| 10 listopada 200614:00 |           | 33:18(11:8) |       | Estadio Polideportivo Islas Malvinas, Mar del Plata |

| 11 listopada 200619:30 | Argentyna | 24:18(14:9) | Urugwaj | Estadio Polideportivo Islas Malvinas, Mar del Plata |
| 11 listopada 200619:30 |           | 24:18(14:9) |         | Estadio Polideportivo Islas Malvinas, Mar del Plata |

| 11 listopada 200616:00 | Paragwaj | 26:26(11:15) | Chile | Estadio Polideportivo Islas Malvinas, Mar del Plata |
| 11 listopada 200616:00 |          | 26:26(11:15) |       | Estadio Polideportivo Islas Malvinas, Mar del Plata |

### Faza pucharowa
|  |                         |           |           |                         |    |           |           |       |
|  | Półfinały               | Półfinały | Półfinały |                         |    | Finał     | Finał     | Finał |
|  | Półfinały               | Półfinały | Półfinały |                         |    | Finał     | Finał     | Finał |
|  | 12 listopada 2006 16:00 |           |           |                         |    |           |           |       |
|  |                         |           |           |                         |    |           |           |       |
|  | Urugwaj                 | Urugwaj   | 27        |                         |    |           |           |       |
|  | Urugwaj                 | Urugwaj   | 27        | 13 listopada 2006 20:00 |    |           |           |       |
|  | Chile                   | Chile     | 22        |                         |    |           |           |       |
|  | Chile                   | Chile     | 22        |                         |    | Argentyna | Argentyna | 28    |
|  | 12 listopada 2006 19:30 |           |           |                         |    | Argentyna | Argentyna | 28    |
|  |                         |           | Urugwaj   | Urugwaj                 | 21 |           |           |       |
|  | Argentyna               | Argentyna | Urugwaj   | Urugwaj                 | 21 | 45        |           |       |
|  | Argentyna               | Argentyna |           |                         |    |           |           |       |
|  | Paragwaj                | Paragwaj  | 11        |                         |    |           |           |       |
|  | Paragwaj                | Paragwaj  | 11        | Mecz o 3. miejsce       |    |           |           |       |
|  |                         |           |           |                         |    |           |           |       |
|  | 13 listopada 2006 16:30 |           |           |                         |    |           |           |       |
|  |                         |           |           |                         |    |           |           |       |
|  | Chile                   | Chile     | 43        |                         |    |           |           |       |
|  | Chile                   | Chile     | 43        |                         |    |           |           |       |
|  | Paragwaj                | Paragwaj  | 24        |                         |    |           |           |       |
|  | Paragwaj                | Paragwaj  | 24        |                         |    |           |           |       |

| 12 listopada 200616:00 | Urugwaj | 27:22(15:12) | Chile | Estadio Polideportivo Islas Malvinas, Mar del Plata |
| 12 listopada 200616:00 |         | 27:22(15:12) |       | Estadio Polideportivo Islas Malvinas, Mar del Plata |

| 12 listopada 200619:30 | Argentyna | 45:11(22:15) | Paragwaj | Estadio Polideportivo Islas Malvinas, Mar del Plata |
| 12 listopada 200619:30 |           | 45:11(22:15) |          | Estadio Polideportivo Islas Malvinas, Mar del Plata |

| 13 listopada 200620:00 | Argentyna | 28:21(15:11) | Urugwaj | Estadio Polideportivo Islas Malvinas, Mar del Plata |
| 13 listopada 200620:00 |           | 28:21(15:11) |         | Estadio Polideportivo Islas Malvinas, Mar del Plata |

| 13 listopada 200616:30 | Chile | 43:24(24:12) | Paragwaj | Estadio Polideportivo Islas Malvinas, Mar del Plata |
| 13 listopada 200616:30 |       | 43:24(24:12) |          | Estadio Polideportivo Islas Malvinas, Mar del Plata |

### Klasyfikacja końcowa
| Miejsce | Reprezentacja | Uwagi                          |
| ------- | ------------- | ------------------------------ |
| złoto   | Argentyna     | awans: IP 2007                 |
| srebro  | Urugwaj       | awans: IP 2007                 |
| brąz    | Chile         | awans: kwalifikacje do IP 2007 |
| 4       | Paragwaj      | -                              |

## Kobiety

### Faza grupowa
| 9 listopada 200614:30 | Urugwaj | 32:29(18:10) | Paragwaj | Estadio Polideportivo Islas Malvinas, Mar del Plata |
| 9 listopada 200614:30 |         | 32:29(18:10) |          | Estadio Polideportivo Islas Malvinas, Mar del Plata |

| 9 listopada 200618:00 | Argentyna | 31:14(14:7) | Chile | Estadio Polideportivo Islas Malvinas, Mar del Plata |
| 9 listopada 200618:00 |           | 31:14(14:7) |       | Estadio Polideportivo Islas Malvinas, Mar del Plata |

| 10 listopada 200609:00 | Urugwaj | 23:21(12:10) | Chile | Estadio Polideportivo Islas Malvinas, Mar del Plata |
| 10 listopada 200609:00 |         | 23:21(12:10) |       | Estadio Polideportivo Islas Malvinas, Mar del Plata |

| 10 listopada 200612:30 | Argentyna | 35:18(15:10) | Paragwaj | Estadio Polideportivo Islas Malvinas, Mar del Plata |
| 10 listopada 200612:30 |           | 35:18(15:10) |          | Estadio Polideportivo Islas Malvinas, Mar del Plata |

| 11 listopada 200614:30 | Paragwaj | 33:31(17:16) | Chile | Estadio Polideportivo Islas Malvinas, Mar del Plata |
| 11 listopada 200614:30 |          | 33:31(17:16) |       | Estadio Polideportivo Islas Malvinas, Mar del Plata |

| 11 listopada 200618:00 | Argentyna | 27:17(9:5) | Urugwaj | Estadio Polideportivo Islas Malvinas, Mar del Plata |
| 11 listopada 200618:00 |           | 27:17(9:5) |         | Estadio Polideportivo Islas Malvinas, Mar del Plata |

### Faza pucharowa
|  |                         |           |           |                         |    |           |           |       |
|  | Półfinały               | Półfinały | Półfinały |                         |    | Finał     | Finał     | Finał |
|  | Półfinały               | Półfinały | Półfinały |                         |    | Finał     | Finał     | Finał |
|  | 12 listopada 2006 14:30 |           |           |                         |    |           |           |       |
|  |                         |           |           |                         |    |           |           |       |
|  | Paragwaj                | Paragwaj  | 24        |                         |    |           |           |       |
|  | Paragwaj                | Paragwaj  | 24        | 13 listopada 2006 18:30 |    |           |           |       |
|  | Urugwaj                 | Urugwaj   | 23        |                         |    |           |           |       |
|  | Urugwaj                 | Urugwaj   | 23        |                         |    | Argentyna | Argentyna | 27    |
|  | 12 listopada 2006 18:00 |           |           |                         |    | Argentyna | Argentyna | 27    |
|  |                         |           | Paragwaj  | Paragwaj                | 26 |           |           |       |
|  | Argentyna               | Argentyna | Paragwaj  | Paragwaj                | 26 | 30        |           |       |
|  | Argentyna               | Argentyna |           |                         |    |           |           |       |
|  | Chile                   | Chile     | 18        |                         |    |           |           |       |
|  | Chile                   | Chile     | 18        | Mecz o 3. miejsce       |    |           |           |       |
|  |                         |           |           |                         |    |           |           |       |
|  | 13 listopada 2006 15:00 |           |           |                         |    |           |           |       |
|  |                         |           |           |                         |    |           |           |       |
|  | Chile                   | Chile     | 24        |                         |    |           |           |       |
|  | Chile                   | Chile     | 24        |                         |    |           |           |       |
|  | Urugwaj                 | Urugwaj   | 23        |                         |    |           |           |       |
|  | Urugwaj                 | Urugwaj   | 23        |                         |    |           |           |       |

| 12 listopada 200614:30 | Paragwaj | 24:23(13:12) | Urugwaj | Estadio Polideportivo Islas Malvinas, Mar del Plata |
| 12 listopada 200614:30 |          | 24:23(13:12) |         | Estadio Polideportivo Islas Malvinas, Mar del Plata |

| 12 listopada 200618:00 | Argentyna | 30:18(17:9) | Chile | Estadio Polideportivo Islas Malvinas, Mar del Plata |
| 12 listopada 200618:00 |           | 30:18(17:9) |       | Estadio Polideportivo Islas Malvinas, Mar del Plata |

| 13 listopada 200618:30 | Argentyna | 27:26(12:11) | Paragwaj | Estadio Polideportivo Islas Malvinas, Mar del Plata |
| 13 listopada 200618:30 |           | 27:26(12:11) |          | Estadio Polideportivo Islas Malvinas, Mar del Plata |

| 13 listopada 200615:00 | Chile | 24:23(11:12) | Urugwaj | Estadio Polideportivo Islas Malvinas, Mar del Plata |
| 13 listopada 200615:00 |       | 24:23(11:12) |         | Estadio Polideportivo Islas Malvinas, Mar del Plata |

### Klasyfikacja końcowa
| Miejsce | Reprezentacja | Uwagi                          |
| ------- | ------------- | ------------------------------ |
| złoto   | Argentyna     | awans: IP 2007                 |
| srebro  | Paragwaj      | awans: IP 2007                 |
| brąz    | Chile         | awans: kwalifikacje do IP 2007 |
| 4       | Urugwaj       | -                              |